# Anathallis modesta
Anathallis modesta é uma espécie de orquídea (Orchidaceae) originária do Brasil.